# Morra (torrente)
Il torrente Morra è un corso d'acqua nascente dal versante orientale del Poggio Lecceta, cima più alta delle Colline livornesi. La maggior parte della portata idrica del corso d'acqua viene incanalata nello storico acquedotto di Colognole (XIX secolo), che si colloca a pochi metri dal torrente, nel comune di Collesalvetti (LI).

## Il corso del Morra
La portata idrica del torrente è notevolmente ridotta dall'incanalamento di parte di essa da parte dell'Acquedotto di Colognole, che sfrutta le numerose sorgenti sul suo percorso.

### Alto corso
Il torrente Morra nasce dal Poggio Lecceta, più precisamente dal Poggio ai Tre Molini, a quattrocento metri d'altezza. La prima parte del suo corso (circa tre chilometri), ripida e torrentizia, è disseminata di sorgenti che alimentano l'Acquedotto di Colognole. La fauna è del tutto particolare: nel corso del XIX secolo, nell'alta valle del torrente, un abitante delle colline scoprì una nuova specie di cavalletta, che ancora oggi nidifica nelle cisterne dell'acquedotto.
Il corso d'acqua continua a scorrere in una valle boschiva (composta in prevalenza di lecci), fino al paese di Colognole. A questo punto, a circa 100 m s.l.m., la valle si allarga, lasciando il posto ad un paesaggio coltivato tipicamente collinare. Il corso d'acqua esegue una svolta verso nord prima di entrare nel suo basso corso.

### Basso corso
Il basso corso del torrente Morra è caratterizzato da una pendenza lieve, tipica della fascia pre-collinare delle Colline livornesi. Il corso d'acqua scorre ora verso nord tra campi coltivati e fattorie, ricevendo numerosi affluenti, soprattutto dalle colline a ovest. Passata la località Il Crocino, all'altezza di Parrana San Giusto, riceve il suo primo affluente, il rio Inferno (3 km) dal Poggio Stipeto (404 m). Continuando verso nord prende acqua dal Rio Corbaia (4 km) e, subito dopo da un piccolo fosso utilizzato per le irrigazioni.
Dopo ciò il corso d'acqua curva ancora, questa volta verso nord est. La sua portata viene notevolmente diminuita dall'utilizzo delle acque per canali d'irrigazione, indispensabili per le fattorie circostanti. Aggirando l'imponente mole di Castell'Anselmo (132 m s.l.m.), si prepara a congiungersi con il Torrente Tora.

#### La confluenza con il torrente Tora
La confluenza del torrente Morra con il torrente Tora avviene nei pressi del paese di Torretta (27 m s.l.m.), sempre nel comune di Collesalvetti. Il terreno, completamente pianeggiante, è caratterizzato da piccoli boschetti di pini marittimi raggruppati nelle vicinanze. Poco prima di confluire nel Tora, passa sotto l'autostrada 12 nel tratto interno che collega Rosignano Marittimo alla superstrada Fi-PI-LI.

## Luoghi attraversati

### Alto corso
- Poggio Lecceta, 464 m s.l.m.
- Acquedotto di Colognole, 300–150 m s.l.m.
- Colognole 200 m s.l.m.

### Basso Corso
- Il Crocino, 75 m s.l.m.
- Torretta Nuova, 34 m s.l.m.
- Castell'Anselmo, 132 m s.l.m. (corrispondente 30 m s.l.m.)
- Torretta, 27 m s.l.m.